# Heliconius satis
Heliconius satis är en fjärilsart som beskrevs av Gustav Weymer 1875. Heliconius satis ingår i släktet Heliconius och familjen praktfjärilar. Inga underarter finns listade i Catalogue of Life.